# Noseiras
Nozières és un municipi francès situat al departament de l'Ardecha i a la regió d'Alvèrnia-Roine-Alps. L'any 2007 tenia 246 habitants.

## Demografia

### Població
El 2007 la població de fet de Nozières era de 246 persones. Hi havia 104 famílies de les quals 28 eren unipersonals (16 homes vivint sols i 12 dones vivint soles), 32 parelles sense fills, 32 parelles amb fills i 12 famílies monoparentals amb fills.
La població ha evolucionat segons el següent gràfic:
Habitants censats

### Habitatges
El 2007 hi havia 227 habitatges, 105 eren l'habitatge principal de la família, 97 eren segones residències i 25 estaven desocupats. 215 eren cases i 11 eren apartaments. Dels 105 habitatges principals, 79 estaven ocupats pels seus propietaris, 16 estaven llogats i ocupats pels llogaters i 10 estaven cedits a títol gratuït; 2 tenien una cambra, 11 en tenien dues, 15 en tenien tres, 31 en tenien quatre i 46 en tenien cinc o més. 75 habitatges disposaven pel capbaix d'una plaça de pàrquing. A 54 habitatges hi havia un automòbil i a 40 n'hi havia dos o més.

### Piràmide de població
La piràmide de població per edats i sexe el 2009 era:
| Homes | Edats   | Dones |
| ----- | ------- | ----- |
| 0     | 95 o +  | 0     |
| 4     | 90 a 94 | 0     |
| 0     | 85 a 89 | 8     |
| 0     | 80 a 84 | 4     |
| 8     | 75 a 79 | 8     |
| 12    | 70 a 74 | 16    |
| 8     | 65 a 69 | 4     |
| 4     | 60 a 64 | 4     |
| 4     | 55 a 59 | 12    |
| 4     | 50 a 54 | 8     |
| 12    | 45 a 49 | 8     |
| 16    | 40 a 44 | 8     |
| 8     | 35 a 39 | 8     |
| 20    | 30 a 34 | 4     |
| 0     | 25 a 29 | 4     |
| 8     | 20 a 24 | 4     |
| 8     | 15 a 19 | 16    |
| 0     | 10 a 14 | 4     |
| 8     | 5 a 9   | 12    |
| 4     | 0 a 4   | 4     |

## Economia
El 2007 la població en edat de treballar era de 154 persones, 104 eren actives i 50 eren inactives. De les 104 persones actives 91 estaven ocupades (58 homes i 33 dones) i 12 estaven aturades (4 homes i 8 dones). De les 50 persones inactives 20 estaven jubilades, 14 estaven estudiant i 16 estaven classificades com a «altres inactius».

### Ingressos
El 2009 a Nozières hi havia 105 unitats fiscals que integraven 235 persones, la mediana anual d'ingressos fiscals per persona era de 12.169 €.

### Activitats econòmiques
Dels 8 establiments que hi havia el 2007, 1 era d'una empresa de fabricació d'altres productes industrials, 2 d'empreses de construcció, 2 d'empreses de comerç i reparació d'automòbils, 1 d'una empresa de transport, 1 d'una empresa d'hostatgeria i restauració i 1 d'una empresa de serveis.
Dels 6 establiments de servei als particulars que hi havia el 2009, 1 era una oficina de correu, 1 taller de reparació d'automòbils i de material agrícola, 1 paleta, 1 guixaire pintor i 2 restaurants.
Dels 2 establiments comercials que hi havia el 2009, 1 era una botiga de més de 120 m² i 1 una botiga de menys de 120 m².
L'any 2000 a Nozières hi havia 33 explotacions agrícoles que ocupaven un total de 675 hectàrees.

## Poblacions més properes
El següent diagrama mostra les poblacions més properes.